# الهند في العصر الحديدي

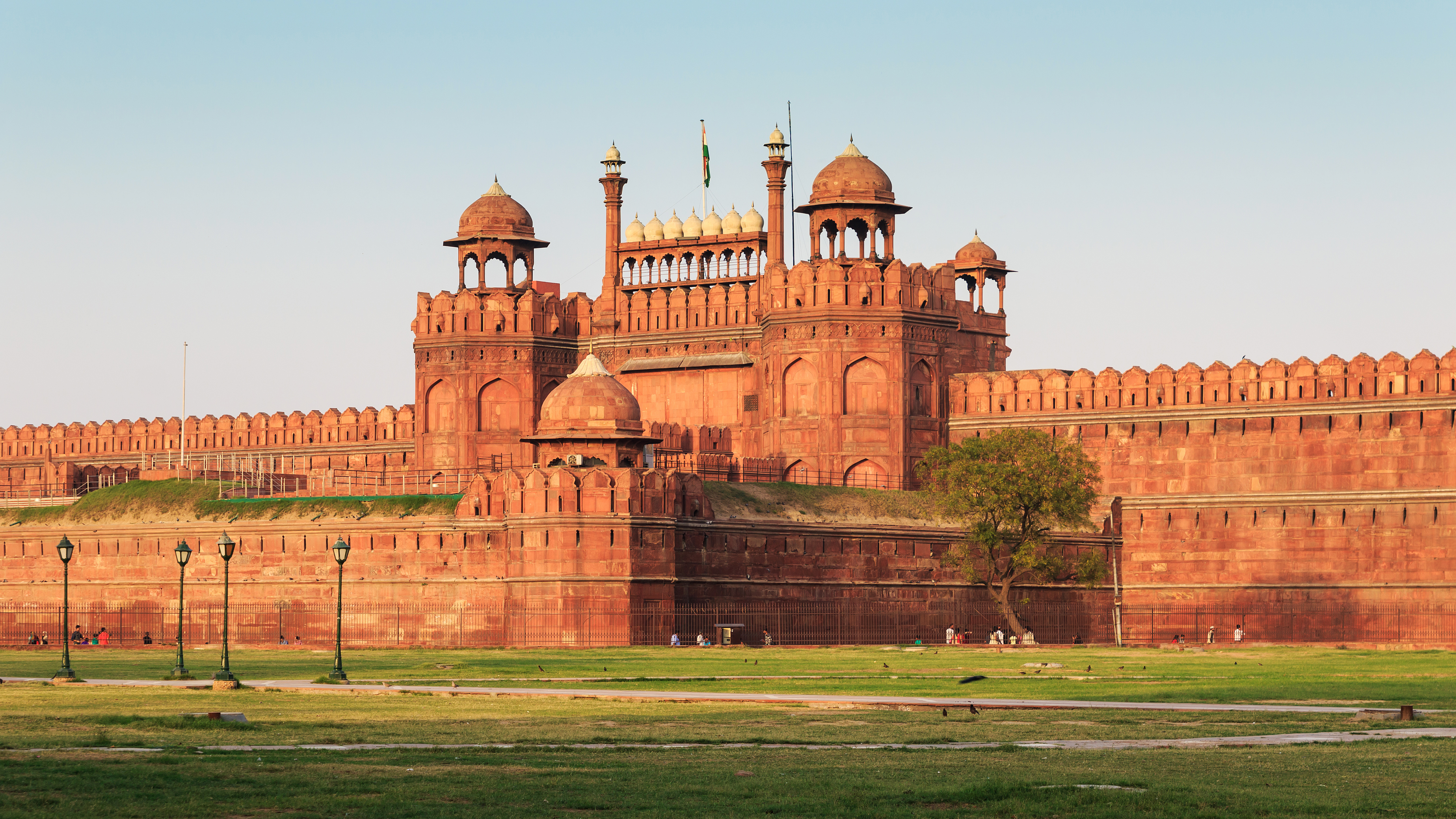

العصر الحديدي في الهند  (بالإنجليزية: Iron Age India)‏ والمَعروف أيضاً بالعصر الحديدي في شبه القارة الهندية (جنوب آسيا) ويأتي هذا العصر بعد حضارة الهارابان المتأخرة والمعروفة أيضاً بِأنها المرحلة الأخيرة من مراحل حضارة وادي السند ، من أهم الثقافات الأثرية التي عاشت في العصر الحديدي في الهند هي: ثقافة الفخار رمادي اللون (1200 إلى 600 قبل الميلاد) ثقافة الفخار الأسود المصقول الشمالية (700 إلى 200 قبل الميلاد).